# Жерминал
Жерминал (фр. Germinal) је тринаести роман циклуса Ругон-Макарови француског писца Емила Золе.

## Радња
Роман започиње доласком младића Етјена Лантјеа у рударски градић Воре. Тешко добија посао у руднику јер влада криза, фабрике се затварају и нико не прима нове раднике. Етјен се придружује групи рудара у којој раде чланови породице Мае. Иако су сви способни за рад њихов живот је испуњен крајњом бедом, а глад је сваким даном све присутнија у њиховом дому. Породица има седморо деце. Сви заједно живе у скученом, јадном стану попут животиња. У њиховој беди умире сваки смисао за стид и суздржаност - они једу, спавају, купају се и љубе једни пред другима, сасвим природно, јер другачије не могу.
У руднику Етјен се упознаје с оцем породице и са Катарином. Она се у почетку сналази боље од Етјена али касније се и он привикао на нови и тежак начин живота. Потајно је гледао Катарину коју је, више на силу него својом вољом, за девојку узео Шавал.
Од тада је између Шавала и Етјена тињала притајена мржња. У породици Мае беда је бивала све већа, а пратиле су је и недаће које иду с њом у корак - болест, насиље, деца су скитала и бежала од куће. Уз то, у руднику се догодила несрећа - одрон је усмртио неке рударе, а страдао је и Жан Мае - одрон му је неизлечиво повредио обе ноге. Након што се Захарије оженио, Етјен долази да живи код породице Мае, а у блиском контакту са Катарином његове емоције према њој расту. Шавал је злоставља и мучи, а она то прима с покорном равнодушношћу. Ускоро она напушта породицу и одлази да живи са Шавалом, због његове љубоморе на Етјена и због батина којима јој стално прети.
Силна беда покренула је људе на штрајк, у којем неки виде само начин да се послодавци присиле да повећају наднице, док други, пуни заноса, у њему гледају наговештај новог времена. Њима припада и Етјен који се ускоро истиче својим запаљивим говорима. Маса пуна горчине, слепа од глади и мржње уништава постројења, а после долази и до зверског убиства лихвара Маграта и напада на богате породице. Штрајк траје дуго и сви су већ на крају снага - људи су раздражљиви, сукоби пламте, једни друге називају кукавицама, а све их мучи иста брига - глад. Због великих нереда војска долази да чува рудник, а власници прете довођењем радника из других рудника. Избија крвави сукоб, војска пуца у штрајкаче, а после гони и жели да затвори вође штрајка. Након дугих мука штрајк завршава без успеха. Радници се враћају на посао присиљени бедом и глађу. Катарина и Етјен раде заједно, а у близини је увек Шавал. Заједно их затиче велика несрећа која разара неколико окана рудника. Страдају многи радници, а група од двадесетак њих остају заробљени под земљом. Ту су Етјен и Катарина, али и Шавал. Боре се за живот: надолази вода, нема ваздуха, окружује их тама, а светиљке се полако троше. Шавал нуди Катарини хлеб ако му се преда и напусти Етјена. Она се предаје гоњена животињским инстинктом за преживљавање. Шавал жели наплатити потрошени хлеб и напаствује исцрпљену Катарину. Етјен више не може да издржи мучење и неправду и убија Шавала. Предстоји лагано умирање, помоћ не долази, а животи заробљених рудара се полако гасе. У последњим тренуцима живота Катарина признаје Етјену своју љубав. Он је још дуго држи у наручју иако зна да је мртва. Затим и губи свест.
Спасиоци их ипак проналазе. Након шест недеља проведених у болници, Етјен се полако враћа у живот и испуњен разочарањем одлази из рудника. Али, роман се ипак завршава оптимистички: Етјен одлази корачајући земљом која се буди и осећа огромну снагу у њој - снагу рудара који живе и боре се у њеној црној утроби.